# Hiroyuki Noake
Hiroyuki Noake (Japans: 野明弘幸, Noake Hirojuki) (Chino, 24 augustus 1974) is een voormalig Japans schaatser.
Noake was jarenlang een van de beste schaatsers op de 1500m. De Japanner wist dit echter niet te bekronen met het winnen van een medaille op een internationaal seniorenkampioenschap. Tijdens het WK Afstanden van 2000 kwam hij het dichtst bij een medaille. Bij dat kampioenschap in Nagano kwam hij 0,33 seconde tekort om Jan Bos van de bronzen medaille af te houden. Wel slaagde hij er in 1996 in om tijdens een wereldbekerwedstrijd een wereldrecord te rijden op de 1500m. Met een tijd van 1.50,61 troefde hij de Canadees Neal Marshall met slechts 0,01 seconde af. Noake nam het wereldrecord die dag over van de legendarische Noor Johann Olav Koss. In totaal won Noake vier wereldbekerwedstrijden over 1500m en in het seizoen 1995-1996 pakte hij ook de eindzege in het klassement over deze afstand.
Noake nam zes keer deel aan het WK Allround. Hij moest het daarbij vooral hebben van de 500m en 1500m. In 1996 kwam hij het dichtst bij het eindpodium. In Inzell won hij zowel de 500m als 1500m. Op de 5000m en 10.000m verloor de Japanner echter dusdanig veel tijd, dat hij met een vierde plaats genoegen moest nemen.

## Records

### Persoonlijke records
| Afstand      | Tijd     | Datum            | Baan       |
| ------------ | -------- | ---------------- | ---------- |
| 500 meter    | 35,61    | 15 maart 2001    | Calgary    |
| 1000 meter   | 1.09,88  | 18 maart 2001    | Calgary    |
| 1500 meter   | 1.46,34  | 17 maart 2001    | Calgary    |
| 3000 meter   | 3.47,80  | 16 maart 2001    | Calgary    |
| 5000 meter   | 6.33,49  | 30 januari 2000  | Calgary    |
| 10.000 meter | 14.08,96 | 22 november 1998 | Heerenveen |

### Wereldrecords
| Nr. | Afstand    | Tijd    | Datum        | Baan    |
| --- | ---------- | ------- | ------------ | ------- |
| 1.  | 1500 meter | 1.50,61 | 2 maart 1996 | Calgary |

## Resultaten
| Jaar | Olympische Spelen            | WK Afstanden        | WK Allround | WK Junioren |
| ---- | ---------------------------- | ------------------- | ----------- | ----------- |
| 1991 |                              |                     |             | 4e          |
| 1992 |                              |                     |             | Zilver      |
| 1993 |                              |                     |             | 14e         |
| 1994 |                              |                     | 5e          |             |
| 1995 |                              |                     | 7e          |             |
| 1996 |                              | 6e 1500m            | 4e          |             |
| 1997 |                              | 14e 1500m 16e 5000m | 7e          |             |
| 1998 | 25e 1000m 7e 1500m 25e 5000m | 24e 1500m 8e 5000m  |             |             |
| 1999 |                              | 14e 1500m 24e 5000m | NC23        |             |
| 2000 |                              | 4e 1500m 9e 5000m   | 7e          |             |
| 2001 |                              | 8e 1500m            |             |             |
| 2002 | 44e 1000m 15e 1500m          |                     |             |             |

- = geen deelname
NC# = niet gekwalificeerd voor de laatste afstand, maar wel als # geklasseerd in de eindrangschikking

### Medaillespiegel
| Kampioenschap | goud | Zilver | Brons |
| ------------- | ---- | ------ | ----- |
| WK Junioren   | 0    | 1      | 0     |